# Ahshislepelta
Ahshislepelta (лат.) — род динозавров из семейства анкилозаврид (Ankylosauridae), живших во времена верхнемеловой эпохи (83,5—70,6 млн лет назад) на территории современных США. Включает единственный типовой вид — Ahshislepelta minor.
Голотип SMP VP-1930 состоит из частичного скелета без черепа, предположительно зрелой особи. Сохранились: плечевой пояс, левая конечность передней ноги, несколько частей позвонков, костные пластины. Ископаемые остатки найдены в бассейне реки Сан-Хуан (штат Нью-Мексико).
Ahshislepelta является относительно небольшим анкилозавром. Размер плечевой кости 79 сантиметров в длину, что указывает на высоту около 4 метров и вес больше тонны. Плечевой пояс — длиной 130 сантиметров.
В результате кладистического анализа Ahshislepelta помещён в подсемейство Ankylosaurinae. Ряд систематиков включают род непосредственно в семейство анкилозаврид.